# 南魚沼市立大巻中学校
南魚沼市立大巻中学校（みなみうおぬましりつ おおまきちゅうがっこう）は、新潟県南魚沼市にかつて所在していた市立中学校。

## 概要
開校は1947年4月1日。2017年4月1日に開校70周年を迎えた。2018年4月に新設される八海中学校に五十沢中学校・城内中学校と共に統合され、平成29年度末で廃校になった。「巻中」（まきちゅう）の愛称で親しまれている。
全校生徒数は99名（1学年：31名・2学年：34名・3学年：34名・2017年4月1日：時点）

## ひまわりプロジェクト
当プロジェクトはこの地に古くから存在していた「ひまわり」の花を復活させるプロジェクトとして、2015年に開始された。（いわゆる植樹活動）
名称は、本校の校歌の一節にある「ひまわりの咲いた園生」という歌詞や、校章の由来（大巻村の9つの字(あざ)を9枚のひまわりの花びらで表したもの）など、本校のシンボルがひまわりであることにちなむ。
廃校が決定したタイミングで開始され、以後近隣地域にはひまわりの種が配布された。
活動においては「第50回新潟県花いっぱいコンクール」に於いて、中学校・高校部門「審査員特別賞」を受賞した。

## 沿革
- 1947年5月 - 大巻村立大巻中学校として開校。
- 1956年9月1日 - 六日町への編入合併に伴い六日町立大巻中学校と改称。
- 2004年11月1日 - 合併による市制施行に伴い南魚沼市立大巻中学校と改称し、現住所となる。
- 2014年5月1日 - いじめ防止基本方針が制定される。
- 2017年5月20日 - 創立記念日マラソン大会が挙行される。
- 2017年9月2日 - 閉校記念・大運動会が挙行される。
- 2017年10月28日 - 閉校記念・合唱コンクールが挙行される。（コミュニティーホールさわらび）
- 2017年11月26日 - 閉校記念式典が挙行され、除幕式が同時に挙行される。
- 2018年3月2日 - 大巻中学校としては最後となる卒業式、第71回卒業証書授与式が挙行される。
- 2018年3月6日 - 3月8日 - 大巻中学校としては最後の修学旅行が実施された。初日（大阪、グランフロント大阪ナレッジキャピタル・大阪城・道頓堀）、2日目（京都、班別研修・妙心寺にて座禅体験）3日目：（奈良、興福寺・東大寺・大仏見学）
- 2018年3月31日 - この日をもって廃校となる。

## 通学区域
#外部リンクの規定別表を参照。

### 進学前小学校
- 南魚沼市立大巻小学校
- 南魚沼市立五日町小学校

## 交通・アクセス方法
- 国道17号より徒歩1分
- JR上越線 五日町駅より約2.2 km
- JR上越線・北越急行ほくほく線 六日町駅より約6.0 km
- 南越後観光バス MK線 「奥」バス停から徒歩2分